# ريبات العليا

تعديل مصدري - تعديل

ريبات العليا إحدى حارات مدينة السدة بمحافظة إب، بلغ تعداد سكانها 531 نسمة حسب تعداد اليمن لعام 2004.